# 屏南站
屏南站，位于中华人民共和国福建省宁德市屏南县棠口镇上培村，是衢宁铁路上的火车站，于2020年9月27日启用。

## 歷史
- 2020年9月27日启用。

## 外部連結
- 中国铁路客户服务中心 （页面存档备份，存于）